# Banuaran
Banuaran is een bestuurslaag in het regentschap Kuantan Singingi van de provincie Riau, Indonesië. Banuaran telt 464 inwoners (volkstelling 2010).